# Мини, Колм
Колм Ми́ни (англ. Colm Meaney [ˈkɒləm], Колэм; род. 30 мая 1953, Дублин) — ирландский актёр, получивший известность благодаря роли Майлса О’Брайена в телесериале «Звёздный путь: Следующее поколение» (1987—1994) и роли Томаса Дюранта в телесериале «Ад на колёсах» (2011—2016). Он постоянно принимает участие в телевизионных проектах — от сериала «Закон и порядок» до мультсериала «Симпсоны».

## Биография
Колм Мини родился 30 мая 1953 года в Дублине.
Изучать актёрское мастерство он начал в 14 лет, когда после окончания средней школы поступил в престижную Abbey Theatre School of Acting. Позже он вошёл в труппу Национального Ирландского театра, а через несколько лет уехал в Англию, где провёл восемь лет, играя в различных труппах, в частности в левой труппе «7:84».
Первое появление актёра на телевидении произошло в 1978 году. Он снялся в драматическом телесериале «Автомобили Z» канала BBC One.
В 1982 году Мини впервые приехал в Нью-Йорк и следующие четыре года работал и на Лондонских и на Нью-Йоркских подмостках, а затем вместе со своей будущей женой Бэрброй Доулинг переехал в Лос-Анджелес.
После нескольких проходных ролей в телесериалах «Ремингтон стил» и «Детективное агентство „Лунный свет“» актёр получил свою первую роль в кино. Это был триллер «Омега 7/Синдром Омега», вышедший на экраны в 1986 году.
В следующем году Колм Мини вернулся в Ирландию, чтобы сыграть в фильме Джона Хьюстона «Мёртвые», снятого по мотивам рассказа Джеймса Джойса.

### Творчество
Слава к актёру пришла с началом съёмок в популярном научно-фантастическом телесериале «Звёздный путь: Следующее поколение», в котором актёр начал сниматься в 1987 году в роли инженера Майлса О’Брайана в эпизоде Encounter At Farpoint. «Звёздный путь: Следующее поколение» стал самым популярным сериалом за всю историю «Звёздного пути». Впервые сериал «Звёздный путь» начал выходить в 1964 году, а к 2005 году, когда компания Paramount Pictures сняла последний сериал с эфира из-за низкого рейтинга, всего было снято шесть телевизионных сериалов (и это не считая одиннадцати полнометражных фильмов, последний из которых вышел в 2013 году). Именно сериал «Звёздный путь: Следующее поколение» с участием Колма Мини уверенно занимал первые строчки телевизионных рейтингов, а также был номинирован на премию «Эмми», как «лучший художественный сериал».
В 1993 году Мини перешёл из сериала «Звёздный путь: Следующее поколение» в продолжение эпопеи «Звёздный путь» под названием «Звёздный путь: Глубокий космос 9» (иначе — «Дальний космос 9»), который начали снимать Рик Берман и Майкл Пиллер. Актёр снимался в этом сериале до его завершения в 1999 году.
За 6 лет съёмок в «Звёздном пути» Колм Мини появился на экране 225 раз (173 раз в эпизоде «Глубокий космос 9» и 55 раз в эпизоде «Следующее поколение»). Это наибольшее появление одного актёра в телесериалах, за исключением Майкла Дорна, который установил рекорд в 280 появлений. Кроме того, Мини был одним из шести актёров, которые появились в финальных сценах двух различных эпизодах «Звёздного пути».
С 2004 года актёр продолжал непрерывно снимается в телесериалах. Среди них «Звёздные врата: Атлантида» (2004, 2006 года), «Закон и порядок» (2005 и 2008 года) и «Люди в деревьях» (2007).
Не прерывая съёмок в «Звёздном пути» и других сериалах, актёр снимался и в кинофильмах.
В 1991, 1993 и 1997 годах по романам ирландского драматурга Родди Дойла были создана трилогия «Трилогия Бэрритаун», Колм Мини снимался в каждом из трёх фильмов.
Первый — фильм режиссёра Алана Паркера «Группа „Коммитментс“», вышедший в 1991 году, — рассказывал о группе дублинских тинейджеров, возглавляемых Джимми Рэббитом Младшим, которые решают создать соул-группу, исполняющую музыку в стиле Джеймса Брауна. Роль отца главного героя, Джимми Рэббита Младшего, исполнял Колм Мини. Второй фильм, «Шустрая» (1993), в котором Колм Мини блестяще сыграл роль Десси, принёс актёру номинацию на «Золотой Глобус» за лучшую мужскую роль. Третий фильм «Ван» (1997) был снят по роману, за который его автор, Родди Дойл, был номинирован на Букеровскую премию. В этом фильме Колм Мини также играл главную роль.
В 1994 году он сыграл Колумна О’Хара в мини-сериале «Скарлетт», снятого по одноимённому роману Александры Рипли, продолжению книги Маргарет Митчелл «Унесённые ветром».
С начала 1990-х годов Колм Мини сыграл множество ролей второго плана. Среди наиболее известных фильмов с его участием: «Последний из могикан» (1992), «Далеко-Далеко» (1992), «В осаде (Захват)» (1992), «Дорога на Вэллвилл» (1994), «Воздушная тюрьма» (1997), «Тайна Аляски» (1999), а также «Англичанин, который поднялся на холм, а спустился с горы» (1995) и «Страна фей» («Волшебная легенда о Лепреконах») (1999). В последнем Мини играет главного лепрекона, а Вупи Голдберг — Великую Банши.
В 2002 году актёр удостоился номинации «Гемини» (Gemini Awards) в категории «Лучшее исполнение главной роли в драматическом фильме или мини-сериале» за роль в мини-сериале «Random Passage».
В 2003 году он получил национальную награду Ирландии Irish Film and Television Awards как Лучший актёр игрового кино за главную роль в фильме «Как Гарри превратился в дерево».
Колм Мини продолжает участвовать в театральных постановках. В частности, в 2006 году он играл в театре Олд Вик, одном из старейших театров Лондона, в пьесе «Луна для пасынков судьбы» по произведению нобелевского лауреата по литературе американца Юджина О’Нила.
В 2008—2009 годах Колм Мини снялся в нескольких интересных фильмах. В 2008 году на экраны вышла британская комедия «Трое навылет», в которой Колм Мини играл роль второго плана. Эта роль в 2009 году принесла актёру приз Независимого Кинофестиваля «Метод» (The Method Fest Independent Film Festival). В том же году Ирландское почтовое агентство An Post выпустило в обращение почтовую марку с изображением Колма Мини в роли Джо Маллена из фильма «Короли» («Kings»). Этот ирландский фильм был снят режиссёром и сценаристом Томом Коллинсом по пьесе Джимми Мёрфи «The Kings of the Kilburn High Road». В фильме используется два языка, диалоги звучат на английском и ирландском. Премьера состоялась в 2007 году на фестивале в городе Таормина (Италия). Он стал лучшим фильмом 2008 года в Ирландии. «Короли» представлял Ирландию в Американской киноакадемии для участия в конкурсе на получение премии Оскар. Фильм рассказывает историю нескольких ирландских друзей, которые в поисках лучшей жизни эмигрируют в Англию и встречаются через 30 лет на похоронах друга.
В марте 2009 Мини принял участие в озвучивании мультфильма «Симпсоны». Его голосом говорил Том О’Флэнаган, ирландец, владелец таверны, который продаёт свой бар Гомеру и Абрахаму Симпсонам в эпизоде «In the Name of the Grandfather».
В том же месяце в прокат была выпущена британская драма о спорте «Проклятый «Юнайтед»». Фильм был снят режиссёром Томом Хупером, по одноимённому бестселлеру Дэвида Писа. Этот роман — интерпретация взгляда Брайана Клафа, тренера клуба «Лидс Юнайтед». Фильм представляет собой хронику 44-дневного периода руководства Брайаном Клафом команды «Лидс Юнайтед». Мини сыграл бывшего крайнего полузащитника, а затем тренера команды Дона Риви.
В мини-сериале «Алиса» (2009 год), основанном на произведении Льюиса Кэрролла «Алиса в стране чудес» Колм Мини сыграл Короля Червей.
В 2009 году вышли ещё три фильма с его участием: триллер «Законопослушный гражданин», комедия «Побег из Вегаса», а также фильм молодого немецкого режиссёра Андре Ф. Небе «Race» об 11-летней фермерской девочке из Северной Ирландии, мечтающей стать гонщиком.
В 2010 году вышли два фильма с участием актёра: историческая драма «Alleged» и комедия «Parked».
В 2011 году Колм Мини исполнил роль господина Руссе в фильме «Милый друг» по роману Ги де Мопассана. В том же году он начал сниматься в роли железнодорожного магната Томаса Дюранта в телесериале-вестерне Дэвида фон Анкена «Ад на колёсах». В 2013 году в прокат вышел фильм «Алан Партридж: Альфа Отец», в котором Колм Мини сыграл одну из главных ролей.

### Личная жизнь
- В 1977 году Колм Мини женился на ирландской актрисе Бэрбри Доулинг[2],
  - в 1994 году пара развелась[3].
- Во второй раз актёр женился в марте 2007 года на Инес Глориан[2][3].

## Признание и награды
- Hollywood Foreign Press Association, 1993 год
- Номинация: Лучшая мужская роль в игровом кино («Шустрая»)
- Золотой глобус, 1994 год
- Номинация: Лучшая мужская роль (комедия или мюзикл) («Шустрая»)
- Gemini Awards, 2002 год
- Номинация: Лучшее исполнение главной роли в драматическом фильме или мини-сериале («Random Passage»)
- Irish Film and Television Awards, 2003 год
- Победитель: Лучший исполнитель главной роли («Как Гарри превратился в дерево»)
- Newport Beach Film Festival, 2003 год
- Победитель: Лучший актёр («Как Гарри превратился в дерево»)
- Great Lakes Film Festival, 2007 год
- Победитель: Лучший актёр второго плана («The Metrosexual»)
- Irish Film and Television Awards, 2008 год
- Номинация: Лучший исполнитель главной роли («Короли»)
- Method Fest, 2009 год
- Победитель: Лучший актёр второго плана («Трое на вылет»)

## Фильмография
| Год       |     | Русское название                                         | Оригинальное название                                      | Роль                       |
| --------- | --- | -------------------------------------------------------- | ---------------------------------------------------------- | -------------------------- |
| 1987      | ф   | Мёртвые                                                  | The Dead                                                   | Раймонд Бергин             |
| 1990      | ф   | Крепкий орешек 2                                         | Die Hard 2                                                 | КВС рейса Windsor Air-114  |
| 1991      | ф   | Группа «Коммитментс»                                     | The Commitments                                            |                            |
| 1992      | ф   | На запад                                                 | Into The West                                              |                            |
| 1992      | ф   | В осаде                                                  | Under Siege                                                | Домер                      |
| 1992      | ф   | Последний из могикан                                     | The Last of the Mohicans                                   | майор Эмброуз              |
| 1992      | ф   | Далеко-далеко                                            | Far and Away                                               | Майк Келли                 |
| 1994      | ф   |                                                          | The Road to Wellville                                      |                            |
| 1994      | с   | Скарлетт                                                 | Scarlett                                                   | Father Colum O’Hara        |
| 1994—1996 | мс  | Гаргульи                                                 | Gargoyles                                                  | Mr. Dugan                  |
| 1995      | ф   | Англичанин, который поднялся на холм, а спустился с горы | The Englishman Who Went Up a Hill But Came Down a Mountain | Морган Козлик              |
| 1996      | ф   |                                                          | The Van                                                    |                            |
| 1996      | ф   | Последний из великих королей                             | Last of the High Kings                                     | политик Джим Даверн        |
| 1997      | ф   | Воздушная тюрьма                                         | Con Air                                                    | агент УБН Дункан Мэллой    |
| 1998      | ф   | Денежные короли                                          | Vig                                                        | Al Sheehan                 |
| 1999      | ф   | 4 дня                                                    | Four Days                                                  |                            |
| 1999      | ф   | Предел мечтаний                                          | Chapter Zero                                               |                            |
| 1999      | тф  | Страна фей                                               | The Magical Legend of the Leprechauns                      | Шимус Мулдон               |
| 1999      | ф   | Тайна Аляски                                             | Mystery, Alaska                                            | Мэр Скотт Р. Питчер        |
| 2003      | ф   | Разрыв                                                   | Intermission                                               | Джерри Линч                |
| 2004      | ф   | Слоёный торт                                             | Layer Cake                                                 | Джин                       |
| 2004      | ф   | Блуберри                                                 | Blueberry                                                  | Джимми Макклур             |
| 2004      | ф   | Новая Франция                                            | Nouvelle-France                                            | Бенджамин Франклин         |
| 2006      | ф   | Подземная ловушка                                        | Caved In                                                   |                            |
| 2006      | ф   | Прикрытие Один — Фактор Аида                             | Covert One — The Hades Factor                              |                            |
| 2006      | ф   | Пять пальцев                                             | Five Fingers                                               | Гэвин                      |
| 2009      | ф   | Проклятый Юнайтед                                        | The Damned United                                          | Дон Реви                   |
| 2009      | ф   | Законопослушный гражданин                                | Law abiding citizen                                        | детектив Данниган          |
| 2009      | мтф | Алиса                                                    | Alice                                                      | Король Червей              |
| 2009      | мф  | Симпсоны                                                 | The Simpsons                                               | Tom O’Flanagan             |
| 2010      | ф   | Припаркованные                                           | Parked                                                     |                            |
| 2010      | ф   | Заговорщица                                              | The Conspirator                                            | генерал-майор Дэвид Хантер |
| 2010      | ф   | Побег из Вегаса                                          | Get Him to the Greek                                       | Джонатан Сноу              |
| 2011      | с   | Ад на колёсах                                            | Hell on Wheels                                             | Томас Дюрант               |
| 2012      | ф   | Милый друг                                               | Bel Ami                                                    | господин Вальтер           |
| 2012      | ф   | Солдаты удачи                                            | Soldiers of Fortune                                        | Мейсон                     |
| 2012      | ф   | Средь бела дня                                           | The Cold Light of Day                                      | Агент ЦРУ                  |
| 2013      | ф   | Мечты сбываются! (Один шанс)                             | One Chance                                                 | Роланд                     |
| 2013      | ф   | Алан Партридж: Альфа Отец                                | Alan Partridge: Alpha Papa                                 | Пэт Фарелл                 |
| 2014      | ф   | Рука Дьявола                                             | The Devil’s Hand                                           | старейшина Бикон           |
| 2016      | ф   | Пеле: Рождение легенды                                   | Pelé: Birth of a Legend                                    | Джордж Рейнор              |
| 2017      | с   | Уилл                                                     | Will                                                       |                            |
| 2017      | ф   | Уотергейт: Крушение Белого дома                          | Mark Felt — The Man Who Brought Down the White House       | агент ФБР                  |
| 2019      | ф   | Толкин                                                   | Tolkien                                                    | отец Фрэнсис Морган        |
| 2019      | ф   | Опасная роль Джин Сиберг                                 | Seberg                                                     | Фрэнк Эллрой               |
| 2020      | с   | Банды Лондона                                            | Gangs of London                                            | Финн Уоллес                |
| 2020      | ф   | Банкир                                                   | The Banker                                                 | Патрик Баркер              |
| 2020      | ф   | Пикси                                                    | Pixie                                                      | Дермот О’Брайен            |
| 2022      | ф   | Марлоу                                                   | Marlowe                                                    | Берни Олс                  |
| 2023      | ф   | Незваные                                                 | Unwelcome                                                  | Дэдди Уилан                |
| 2023      | ф   | Последний наёмник                                        | In the Land of Saints and Sinners                          | Роберт Маккуи              |
| 2025      | ф   | Паника                                                   | The Panic                                                  | Дж. П. Морган              |